# Tipo semeuse
Il tipo semeuse (in francese seminatrice), è un tipo monetario inciso da Oscar Roty che ha avuto un considerevole successo nella monetazione francese. Il suo modello, creato nel 1897 per le monete d'argento della Terza Repubblica francese, fu riutilizzato nel 1960 per il nuovo franco ed è diventato oggi uno dei tre simboli, accanto al busto di Marianne e all'albero, scelti dalla Francia per essere rappresentati sulle facce nazionali dell'euro.
Il dritto di questo tipo presenta una donna con il berretto frigio che semina nel sole che sorge e con il vento di fronte che le solleva i capelli.

## Emissione del 1897
Il tipo « Cérès » apparso sulle monete della Seconda Repubblica, poi ripreso dalla Terza dopo l'interruzione del Secondo Impero fu considerato superato e, su iniziativa del ministro delle finanze Paul Doumer fu affidato a Oscar Roty, artista rinomato all'epoca, il compito di disegnare un nuovo simbolo della repubblica. Egli scelse come modella una giovinetta italiana quattordicenne, tale Rosalina Pesce di Gallinaro (FR). Nel 1897 ci furono le prime coniazioni con la moneta da 50 centime che incontrò immediatamente un vivo successo tra la popolazione. Il tema de la semeuse con il berretto frigio fu trattato in maniera innovatrice per l'epoca per quanto riguarda le monete. Una moneta da 5 franchi, che era stata tra le prime prove battute nel 1898, non fu emessa a causa dell'instabilità del corso dell'argento. Le coniazioni si fermarono nel 1920 in seguito agli sconvolgimenti monetari della guerra, e le monete, tesaurizzate massicciamente dai cittadini, furono demonetizzate nel 1928 con un cambio molto inferiore al loro valore metallico, il che non fece altro che favorire ulteriormente la tesaurizzazione.

## Emissione del 1960
Dopo la seconda guerra mondiale il franco aveva accumulato una notevole variazione e il suo valore era sceso a un livello bassissimo ed era coniato rappresentato da una piccola moneta d'alluminio
Per dare una scossa sostanziale e bloccare questa continua discesa, la riforma monetaria del dicembre 1958, nell'ambito della nuova costituzione della Quinta Repubblica stabilì la creazione di un nuovo franco, rivalutato di cento. Il ministro delle Finanze Antoine Pinay fu responsabile dell'esecuzione.
Ovviamente, i tipi monetari furono rinnovati e, per ricordare la solidità del franco germinale, l'immagine simbolica della semeuse fu riusata per il pezzo da 5 nuovi franchi (inizialmente in argento a 835 millesimi e in nichel dal 1970) e per quello da un nuovo franco (in nichel) che apparvero il 1º gennaio 1960, copia conforme del franco nel 1898.
Questa emissione ha stabilito un record di longevità di 41 anni (il passaggio all'euro ha causato la cessazione della coniazione nel 2001) e il 18 febbraio 2005, il cambio delle monete rimanenti è cessato agli sportelli della Banca di Francia e le monete con la semeuse sono state completamente demonetizzate.
Oltre alle monete da 1 e 5 franchi (e da 1/2 franco), la moneta da 2 franchi (coniata dal 1979 al 2001) recava una semeuse modernizzata.

## Lasemeusee l'euro
Dei tre tipi adottati per le facce nazionali francesi dell'euro, un riprende la vecchia semeuse, modernizzata ad Laurent Jorio, per le monete da 10, 20 e 50 cent d'euro. Così la creazione di Oscar Roty ha attraversato tutto il XX secolo e continua ad essere uno dei simboli forti della Repubblica Francese; e ancor più poiché la semeuse ha anche illustrato una notevole serie di francobolli dal 1903 al 1941.
All'inizio del XXI secolo, la semeuse è riapparsa sotto le spoglie de "La Semeuse cinétique" di Joaquin Jimenez attraverso una serie di otto monete aventi corso legale in Francia (da 5 a 500 euro, in oro e argento).

## Dettaglio cronologico delle emissione del tiposemeuse
| Anni        | valore     | diametro | peso  | metallo     | tiratura totale   | note                                  |
| ----------- | ---------- | -------- | ----- | ----------- | ----------------- | ------------------------------------- |
| 1897 – 1920 | 50 cent.   | 18 mm    | 2,5 g | argento 835 | 377 531 032       | ha circolato poco dopo il 1914        |
| 1898 – 1920 | 1 franco   | 23 mm    | 5 g   | argento 835 | 440 140 773       | idem                                  |
| 1898 – 1920 | 2 franchi  | 27 mm    | 10 g  | argento 835 | 102 438 423       | idem                                  |
| 1899        | 5 franchi  | 37 mm    | 25 g  | argento 900 | qualche centinaia | non emessi                            |
| 1959 – 1969 | 5 franchi  | 24 mm    | 12 g  | argento 835 | 195 282 126       | qualche migliaia nel 1959             |
| 1960 – 2001 | 1 franco   | 24 mm    | 6 g   | nickel      | 1 978 354 881     | 41 anni senza cambiamenti             |
| 1965 – 2001 | 1/2 franco | 19,5 mm  | 4,5 g | nickel      | 1 693 092 548     | sostituisce i 50 centime "Lagriffoul" |
| 1970 – 2001 | 5 franchi  | 29 mm    | 10 g  | nickel      | 465 053 670       |                                       |
| 1979 – 2001 | 2 franchi  | 26,5 mm  | 7,5 g | nickel      | 632 884 120       | disegno stilizzato                    |